# أمفيناك
أمفيناك Amfenac هو دواء مضاد التهاب لا ستيروئيدي مع شادرة حمض الخل.

## الكيمياء
(2-Amino-3-benzoylbenzeneacetic acid)